# Philosepedon setosa
Philosepedon setosa är en tvåvingeart som beskrevs av Quate 1967. Philosepedon setosa ingår i släktet Philosepedon och familjen fjärilsmyggor. Inga underarter finns listade i Catalogue of Life.